# Ci (poesía)
La poesía ci (詞, o 辭, en pinyin cí) es un estilo lírico de poesía china creado en la Dinastía Liang, surgido como género literario sofisticado a partir de canciones populares, desarrollado en la Dinastía Tang y muy popular durante la Dinastía Song. 
De temática normalmente amorosa, aunque muy diversa, su número de sinogramas y los tonos se elegían entre unas 800 combinaciones predefinidas, estos poemas se componían para ser cantados. 

## Poetascicélebres
- Li Houzhu (937-978)
- Su Shi (1037-1101)
- Liu Yong (987-1053)
- Xin Qiji (1140-1207)
- Li Qingzhao (1083-1151)